# عباسية (مقاطعة فهرج)
عباسية (بالفارسية: عباسیه) هي قرية تقع في البلدة المركزية في إيران. يقدر عدد سكانها بـ 33 نسمة بحسب إحصاء 2016.